# Merochlorops ops
Merochlorops ops är en tvåvingeart som först beskrevs av Seguy 1938.  Merochlorops ops ingår i släktet Merochlorops och familjen fritflugor. Inga underarter finns listade i Catalogue of Life.